# Paralimnophila indecora
Paralimnophila indecora là một loài ruồi trong họ Limoniidae. Chúng phân bố ở miền Australasia.